# Wyszogród
Wyszogród este un oraș în Polonia.